# Șanț (gmina)
Șanț – gmina w Rumunii, w okręgu Bistrița-Năsăud. Obejmuje miejscowości Șanț i Valea Mare. W 2011 roku liczyła 3228 mieszkańców.